# NGC 6340
NGC 6340 este o galaxie lenticulară situată în constelația Dragonul. A fost descoperită în 1788 de către William Herschel. Se află la o distanță de 21 de megaparseci de Pământ.